# Heptessenz
Heptessenz è il terzo album in studio del gruppo musicale tedesco Saltatio Mortis, pubblicato nel 2003.

## Tracce
1. Der Merseburger Zauberspruch – 4:44
2. Heptessenz – 3:04
3. Theophanus Tanz – 3:48
4. Dessous Le Pont De Nantes – 3:15
5. Cantiga Alhambra – 2:47
6. Danza Del Rey – 4:13
7. A Madre – 5:02
8. Veitstanz – 3:40
9. Chaperon Rouge – 4:27
10. Welscher Weibertanz – 4:24
11. Palästinalied (Via Infernale) – 5:00
12. Valete – 2:32

## Formazione
- Alea der Bescheidene - voce, cornamusa, ciaramella, arpa, Didgeridoo, bouzouki irlandese, chitarra
- Lasterbalk der Lästerliche - batteria, tamburi turchi, tamburi, timpani, percussioni
- Falk Irmenfried von Hasen-Mümmelstein - voce, cornamusa, ciaramella, ghironda
- Dominor der Filigrane - chitarra elettrica, cornamusa, chitarra acustica, ciaramella
- Die Fackel - basso elettrico, cornamusa, ciaramella, arpa, tastiera, Mandola
- Ungemach der Missgestimmte - cornamusa, ciaramella, chitarra, percussioni, programmazione
- Thoron Trommelfeuer - Soneria
- Magister Flux - Pirotecnica, design